# Cartas de Inglaterra
Cartas de Inglaterra é uma compilação de textos do escritor português Eça de Queiroz enquanto este se encontrava a viver e a trabalhar em Inglaterra, no serviço consular, em Newcastle upon Tyne e Bristol, entre 1874 e Abril de 1879 e até 1888, respectivamente. Eça critica os acontecimentos contemporâneos, sejam eles os referentes a Portugal mas também os estrangeiros, revelando o seu lado de analista político e de ensaísta. 

## TextosCartas de Inglaterra
Os capítulos incluídos em Cartas de Inglaterra são:
1. Afeganistão e Irlanda, Afghanistan and Ireland: uma análise profética, cheia de humor-negro, de duas aventuras ultramarinas nas quais o Império Britânico estava correntemente envolvido.
2. Acerca de livros, About books: o Outono em Londres: yachting, tiro, caça, pesca, assaltos, conferências, congressos científicos. O livro é o último a ser escrito, com uma vista especial a um vasto número de livros de viagens.
3. O inverno em Londres, Winter in London: Londres e o Inverno.
4. O Natal, Christmas: o Natal e o Pai Natal.
5. Literatura de Natal, Christmas books: livros para crianças, um género de literatura infantil, já muito corrente em Inglaterra, mas que em Portugal era quase inexistente-
6. Israelismo, Judaism: o crescimento alarmante do anti-semitismo na Alemanha em 1880, aparente com o acordo tácito do governo alemão.
7. A Irlanda e a Liga Agrária, Ireland and the Land League: resistência crescente, liderada porParnell, à opressão na zona agrícola irlandesa.
8. Lorde Beaconsfield, Lord Beaconsfield: morte do estadista e autor em 1881, a sua notável história de vida, a sua fantástica e ilegível ficção(e.g. Tancred) e poesia (The Revolutionary Epick)
9. Os ingleses no Egipto, "The English in Egypt": a destruição e ocupação de Alexandria pelas forças britânicas em 1882 e o perigo da Jihad.
10. O Brasil e Portugal, Brazil and Portugal: reflexões a um especial artigo sobre o Brasil no The Times.
11. A festa das crianças, The children's party: um elaborada festa de vestidos elegantes algures perto de Tintagel.
12. Uma partida feita ao Times, A practical joke at The Times: algumas linhas sobre um texto erótico, de um anónimo, sobre o discurso de Sir William Harcourt.